# TVP1
TVP1 ist ein Fernsehsender der polnischen öffentlich-rechtlichen Rundfunkanstalt Telewizja Polska. Das Programm besteht hauptsächlich aus Filmen, Serien und Sport. Es werden aber auch Dokumentarfilme und Wirtschaftssendungen ausgestrahlt.

## Geschichte
Die ersten Sendungen gab es ab dem 25. Oktober 1952 immer freitags. Seit 1958 gibt es eine Nachrichtensendung die bis 1989 Dziennik und aktuell 19.30 heißt.

## TVP1 HD
Seit dem 10. Januar 2011 sendet TVP1 auf Hotbird auch in HDTV. Er ist damit nach TVP HD der zweite öffentlich-rechtliche Fernsehsender in Polen, der in HD-Qualität sendet.

## Empfang
TVP 1 HD wird in Polen per Antenne, Kabel und Satellit verbreitet. Per Kabel wird der Kanal von den Providern UPC Polska, Toya, Neostrada TP z telewizją (Kabel), Multimedia Polska und Vectra angeboten. Per Satellit ist er über die Anbieter nc+ und Cyfrowy Polsat verfügbar. Per IPTV wird der Sender bei Orange angeboten.

## Logos

2. Oktober 1970 bis 1976 (eines der ersten Logos)
Logo von TP 1 vom 2. Oktober 1970 bis 31. Dezember 1980
Logo von TP 1 vom 1. Januar 1981 bis 22. Dezember 1985
Logo von TP 1 vom 23. Dezember 1985 bis zum 23. März 1992
Logo vom 24. März 1992 bis zum 6. März 2003
Logo seit dem 7. März 2003
Logo von TVP1 HD bis zum 31. Mai 2012
Logo vom 1. Juni 2012 bis zum 2. September 2021
Logo vom 3. September 2021 bis 3. September 2023
Logo seit 4. September 2023